# Éparque de Clermont
Éparque (en latin Eparchius ou Barthius) fut le 10e évêque de Clermont au Ve siècle.

## Biographie
Grégoire de Tours raconte qu'Éparque succéda à Namace et que c'était un personnage si saint et si religieux qu'il se levait la nuit pour aller prier dans l'église.
Il nous dit également que l'évêque fonda un des premiers monastères d'Auvergne sur le puy de Chanturgues, au nord de la ville. Pendant le carême, il se retirait dans ce monastère, et en revenait le jeudi saint, accompagné de clercs et de citoyens qui chantaient des psaumes.
Le monastère de Chanturgues a dû être assez éphémère, car à l’époque de Grégoire de Tours il ne subsistait déjà plus qu’un oratoire. De nombreuses prospections archéologiques ont été effectuées mais aucune n’a livré d'indice d’occupation.
Éparque mourut vers l'an 471.
De son temps vivait saint Abraham, qui était venu des bords de l'Euphrate pour fonder un monastère à côté de l'église de Saint-Cyr. Vers 649, saint Gal fit transporter ses reliques dans l'église de Saint-Maxence, qui n'en était éloignée que de quelques pas, et qui s'appela depuis église Saint-Adjutor. Au XIIe siècle elles furent transportées à Riom dans l'église qui porte son nom, et qu'un évêque de Clermont y fit bâtir.